# Старый задружный дом Ранковичей
Старый задружный дом Ранковичей (серб. Стара задружна кућа Ранковића) находится в населенном пункте Дражевац, на территории городского района Обреновац. Здание является недвижимым объектов культурного наследия как памятник культуры.

## История
Старый задружный дом Ранковичей в Дражеваце из-за своей архитектурной, функциональной и пространственной концепции, относится к типу шумадийского дома , способ строительство которой характерен для областей центральной Сербии и Шумадии. Относится к развитому типу деревенского задружного дома первой половины XIX века.

## Описание дома
Строительство дома относится к периоду  расслоения и формирования состоятельного сословия, т.е. к началу XIX века, который обладал материальными средствами, за счет которых мог строить первые важные жилые здания.
Используя основные элементы старой балканской архитектуры, при строительстве деревенских домов внедряются новинки в отношении применения строительствах материалов, планировки помещений и отделки деталей. Дом является прямоугольным в плане, с размерами 15 × 15 м, с центральным расположением, четырьмя помещениями – тремя комнатами и «домом» (помещение с очагом) с двумя дверьми, расположенными напротив друг друга.
Дом выполнен с  применением фахверковой конструкции, установленной на толстых дубовых балках на бутовом камне. Заполнение стен выполнены с применением плетня, конструкция крыши выполнена деревянных стропильных ног и балок, кровля из лотковой черепицы. Глубокое центральное крыльцо закрыто снаружи аркообразными аркадами и позднее добавленными деревянными перилами. Спокойные фасады с подчеркнутым горизонтальным ритмом оконных проемов и крыльцом, с побелкой известью, большие кровельные козырьки, в эстетическом отношении являются особыми элементами.
Дом семьи Ранковичей в начале восьмидесятых годов XX века был перемещен с первоначального места на окраине деревни во двор восьмилетней школы в Дражеваце.